# Дюно
Вижте пояснителната страница за други значения на Дуно.
Укреплението Дюно е кръгово валово укрепление в провинция Гелдерланд, Холандия. Построено е през 10 век от граф Вихман фон Хамаланд. Укреплението е било подсигурено с три реда дървени греди от външната страна и е разполагало с допълнителни стенови части, прикриващи изцяло защитниците му. Намерени са също и останки от дървена входна порта и две дървени сгради.